# Sveriges Riksbank
Sveriges riksbank er Sveriges centralbank.
Rigsbanken blev etableret i 1668 under navnet "Rikets Ständers Bank" (rigsdagens bank) og regnes for at være verdens ældste centralbank. Dens forgænger blev stiftet i 1656, og hed "Johan Palmstruchska banken" eller "Stockholm Banco". Selvom dette var en privat bank, var den reguleret af kongen, som tillige udnævnte ledelsen.
Siden 1904 har Rigsbanken haft eneret på at udstede penge i Sverige. Indtil da kunne hver bank udgive sine egne penge.
Centralbankchef er Erik Thedéen (udnævnt 1. januar 2023).
Siden Sverige er medlem af EU, er centralbanken medlem af ESCB – Det europæiske system af centralbanker.
Hovedstyringsmålet for pengepolitikken er at "opretholde en fast pengeværdi". Riksbankens tolkning af dette er at inflationen skal være "lav og stabil" omkring 2% pr. år.